# آرتور اولریش
آرتور اولریش (به آلمانی: Artur Ullrich) بازیکن فوتبال و مدافع اهل آلمان شرقی بود که از سال ۱۹۸۰ میلادی عضو تیم ملی فوتبال آلمان شرقی بوده‌است. وی در ۱۳ بازی ملی حضور داشته و در بازی‌های ملی‌اش گلی به ثمر نرساند. آرتور اولریش آخرین بازی ملی خود را در سال ۱۹۸۳ میلادی انجام داد.